# Haematopota
Haematopota is een geslacht van vliegen uit de familie van de dazen (Tabanidae).

## Soorten
- Haematopota americana Osten Sacken, 1875
- Haematopota bigoti Gobert, 1880 – Zilte regendaas
- Haematopota champlaini (Philip, 1953)
- Haematopota comodoliacis Leclercq, 1966
- Haematopota coolsi Leclercq, 1966
- Haematopota crassicornis Wahlberg, 1848 – Diksprietregendaas
- Haematopota csikii Szilady, 1922
- Haematopota enriquei Leclercq, 1966
- Haematopota eugeniae Portillo & Schacht, 1984
- Haematopota gallica Szilady, 1923
- Haematopota gamae Dias, 1990
- Haematopota graeca Szilady, 1923
- Haematopota grandis Meigen, 1820
- Haematopota italica Meigen, 1804 – Langsprietregendaas
- Haematopota kemali Szilady, 1923
- Haematopota lambi Villeneuve, 1921
- Haematopota longeantennata (Olsufjev, 1937)
- Haematopota ocelligera (Krober, 1922)
- Haematopota pallens Loew, 1871
- Haematopota pallidula (Krober, 1922)
- Haematopota pandazisi (Krober, 1936)
- Haematopota pluvialis Linnaeus, 1758 – Gewone regendaas
- Haematopota pseudolusitanica Szilady, 1923
- Haematopota punctulata Macquart, 1838
- Haematopota quaraui Dias, 1985
- Haematopota rara Johnson, 1912
- Haematopota ribeirorum Dias, 1984
- Haematopota salomae Dias, 1990
- Haematopota scutellata (Olsufjev, Moucha & Chvala, 1964) – Gevlekte regendaas
- Haematopota serranoi Dias, 1984
- Haematopota subcylindrica Pandelle, 1883 – Grijze regendaas
- Haematopota turkestanica (Krober, 1922)
- Haematopota willistoni (Philip, 1953)